# Leipzig (Adelsgeschlecht)

Wappen derer von Leipzig

Leipzig, auch Leipziger, ist der Name eines alten sächsischen Adelsgeschlechts. Die Familie, die später auch in Brandenburg und Schlesien zu Besitz und Ansehen gelangte, gehört zum meißnischen Uradel. Nach einer preußischen und sächsischen Genehmigung Anfang des 20. Jahrhunderts, nannte sich die Familie von Leipziger wieder nach ihrem alten Geschlechternamen von Leipzig.

## Geschichte

### Herkunft
Erstmals urkundlich erwähnt wird die Familie im Jahre 1185 mit Burtzlaus und Albertus de Lybz, nobiles (lateinisch für „Edle“). Leipzig, das namensgebende Stammhaus des Geschlechts, ist heute die größte Stadt im Freistaat Sachsen. Die Leipziger dürften als Ministerialen auf der dortigen markgräflich meißnischen Stadtburg gedient haben; Markgraf Otto der Reiche hatte dem Ort an der Kreuzung der Via Regia mit der Via Imperii 1165 das Stadtrecht und das Marktrecht erteilt (siehe: Geschichte der Stadt Leipzig).
Die Schreibweise des Familiennamens wechselt von Lipzke, Lipzik, Leiptzk, Leibzcigk, Leiptzigk, Leiptziger und Leipziger. Am 5. Juli 1905 zu Gjenner Föhrde erhielten die von Leipziger eine preußische Genehmigung, den alten Geschlechtsnamen von Leipzig wieder anzunehmen. Eine sächsische Genehmigung erfolgte am 23. Dezember 1905 zu Dresden und für die Wildenauer Linie am 26. Februar 1906.
Ein Teil des schriftlichen Nachlasses der Familie von Leipzig, mit einer Laufzeit von 1880 bis 1930, befindet sich im Sächsischen Hauptstaatsarchiv Dresden. Er besteht aus 29 Mappen mit Ahnentafeln, Stammbäumen, Wappensagen, Wiederherstellung des Namens von Leipzig, Privatkorrespondenz, Abschriften historischer Arbeiten zur Militärgeschichte sowie Fotografien und Faszikel.

### Linien und Persönlichkeiten
Conrad von Leipziger erscheint im Jahre 1348 als Zeuge in einer Urkunde der Stadt Wurzen. Johann von Leipziger begleitete 1413 den Kurfürsten Rudolf von Sachsen auf das Konzil von Konstanz. Christoph von Leipziger war kursächsischer Rat und Landvogt. Er erhielt 1486 von Kurfürst Friedrich dem Weisen, wegen seiner treuen Dienste, das Ländchen Bärwalde bei Jüterbog geschenkt.
Das Geschlecht teilte sich in zwei Linien, die Zwethau-Friedersdorfer und die Wildenauer Linie, deren vermutlicher gemeinsamer Stammvater Kaspar von Lipczik war. Kaspar erscheint 1421 in einem Lehnbrief und starb 1424.

#### Zwethau-Friedersdorfer Linie
Aus der Zwethau-Friedersdorfer Linie kam Georgen von Leipziger auf Zwethau, kursächsischer Landrat und Vizehofrichter zu Wittenberg. Er ehelichte Maria von Scheiding. Heinrich von Leipzig, kursächsischer Amtshauptmann zu Torgau und Liebenwerda war mit der gleichnamigen Maria von Scheiding aus dem Haus Schenkenberg vermählt.
Hans Heinrich von Leipziger auf Zwethau und Friedersdorf (heute Ortsteil von Herzberg), der Sohn von Peter von Leipziger († 1597) und dessen Frau Anna von Rungen aus dem Haus Triestewitz, wurde kurfürstlich sächsischer Beisitzer des Hofgerichts zu Wittenberg. Seine beiden Söhne, Wolf Christoph und George Friedrich aus der Ehe mit Anna von der Droessel, teilten die Zwethau-Friedersdorfer Linie in die Äste zu Zwethau und Friedersdorf.

##### Ast zu Zwethau
Wolf Christoph von Leipziger (1607–1664) war der Stifter des Astes zu Zwethau. Sein Enkel Christoph Heinrich von Leipziger auf Zwethau und der Mahla (* 1678), der Sohn von Balthasar Hieronymus von Leipziger (1644–1731) und seiner Frau Katharina Margarethe, eine geborene von Berbisdorf aus dem Haus Mittelseyda, wurde kurfürstlich sächsischer Kammerherr und Stallmeister. Er starb 1749 als Amtshauptmann zu Torgau. Christoph Heinrich war zweimal verheiratet, in erster Ehe mit Johanne Elenore von Loß († 1718), Hofdame der Königin Christiane Eberhardine von Polen, und in zweiter Ehe mit Henriette Friederike von Erdmannsdorff († 1751), Hoffräulein der Königin. Sein Erbe und Nachfolger wurde Karl Heinrich von Leipziger auf Zwethau (1718–1761), ein Sohn aus erster Ehe. Er war zunächst Rittmeister in der kurfürstlich sächsischen Garde du Corps und später wie schon sein Vater kursächsischer Stallmeister. Karl Heinrich heiratete 1749 in Tobertitz Christiane Charlotte von Tettau. Ihr gemeinsamer Sohn August Wilhelm Gotthelf von Leipziger (1753–1816) war königlich sächsischer geheimer Finanzrat und Kammerjunker.
Der Sohn Christian Heinrich August von August Wilhelm Gotthelf aus seiner ersten 1783 geschlossenen Ehe mit Josepha Karoline Elisabeth Freiin von Wiese (1762–1796) wurde 1784 in Dresden geboren. Er trat in königlich preußische Staatsdienste und wurde geheimer Justiz- und Oberappellationsgerichtsrat. Er arbeitete als Richter im Konvent für die preußische Provinz Sachsen und wurde Rechtsritter des Johanniterordens. Christian Heinrich August von Leipziger starb am 14. Mai 1860 in Naumburg. Aus seiner 1809 zu Parchen geschlossenen Ehe mit Auguste Wilhelmine Antoinette von Byern (1786–1863) gingen die vier Söhne Heinrich Adolf, Heinrich August Eduard, Heinrich Alfred Hugo und Rudolf Heinrich Arthur hervor.
Der älteste Sohn Heinrich Adolf von Leipziger (* 1811) wurde königlich preußischer Appellationsgerichtsrat und starb 1887 als Hauptmann a. D. in Kösen. Von seinen vier Söhnen aus der Ehe mit Laura von Stangen (1829–1888) starben die beiden erstgeborenen noch vor ihren Eltern, von den beiden nachgeborenen wurde Heinrich Erdmann Arndt (1858–1921) preußischer Generalleutnant. Heinrich August Eduard von Leipziger (1818–1851), der zweitälteste Sohn von Christian Heinrich August, wurde preußischer Sekondeleutnant und Bataillonsadjutant im 31. Infanterie-Regiment. Er heiratete 1845 Emma von Suckow († 1848) und hatte zwei Söhne. Der jüngere Sohn Wolf wurde nur fünf Jahre alt, der ältere Kurt (* 1846) starb 1866 als Seekadett in New York. Heinrich Alfred Hugo von Leipziger (* 1822), der dritte Sohn von Christian Heinrich August, trat in herzoglich sachsen-altenburger Dienste und wurde Wirklicher Geheimer Rat und Staatsminister sowie Rechtsritter des Johanniterordens. Aus seiner 1854 geschlossenen Ehe Marie Wilhelmine Gasparine von und zu Mannsbach ging Sohn Heinrich August Erich von Leipziger hervor, welcher als Oberst Militärattaché des Osmanischen Reiches wurde, und 1905 die Erlaubnis erhielt den Namen von Leipzig zu tragen. Der jüngste der vier Brüder Rudolf Heinrich Arthur von Leipziger (1829–1892) wurde preußischer Generalmajor. Er war zuletzt Kommandeur der 31. Infanterie-Brigade. Seine 1869 zu Potsdam geschlossene Ehe mit Auguste Hedwig Freiin Hiller von Gärtringen (* 1845) blieb kinderlos.

##### Ast zu Friedersdorf
George Friedrich von Leipziger auf Friedersdorf und Klitzschen († 1667), der Bruder von Wolf Christoph, war der Stifter des Astes zu Friedersdorf. Er heiratete Elisabeth von Bünau aus dem Haus Prößdorf. Ihr Enkel Heinrich Siegfried von Leipziger (1680–1747), der Sohn von Georg Heinrich von Leipziger (1648–1704) und dessen Frau aus erster Ehe Martha Elisabeth von Karas aus dem Haus Grossen, stand als Kammerjunker in fürstlich schwarzburg-sondershausener Diensten. Friedrich Wilhelm Kurt von Leipziger auf Kropstädt, Jahmo, Weddin, Assau und Boßdorf (heute Ortsteile von Lutherstadt Wittenberg) sowie Ließnitz und Wüstemark (heute Ortsteile von Kropstädt) (* 1761), ein Enkel von Heinrich Siegfried und Sohn des königlich sächsischen Oberforst- und Wildmeisters Friedriech Adolf von Leipziger (1724–1760), starb 1824 als königlich preußischer Landrat des Landkreises Wittenberg. Er heiratete 1788 Sophie Friederike Charlotte von Krosigk (1762–1801). Das Paar hinterließ zwei Söhne und eine Tochter.

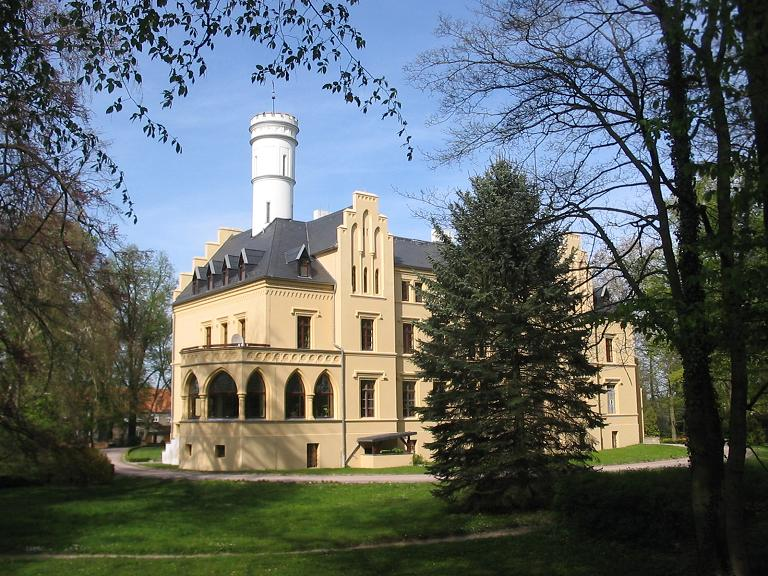
Schloss Kropstädt

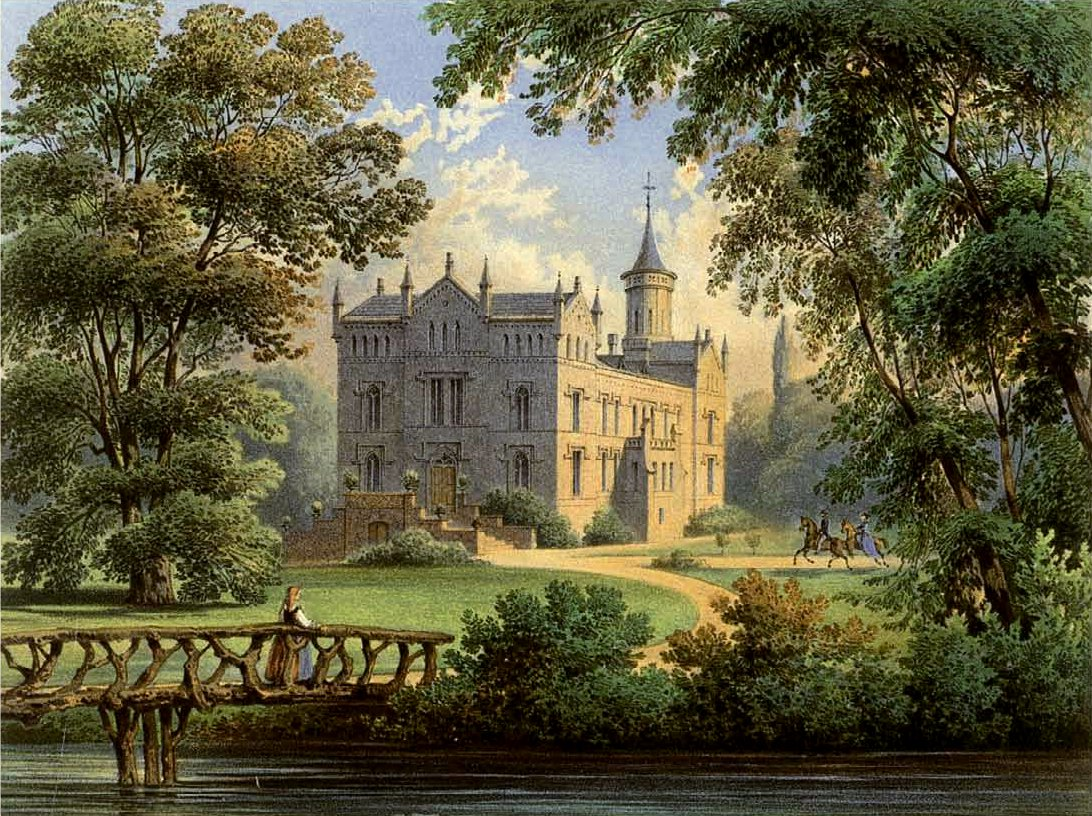
Schloss Kropstädt um 1860/61, Sammlung Alexander Duncker

Der älteste Sohn Karl Heinrich Adolf von Leipziger auf Kropstädt, Jahmo, Weddin, Assau, Boßdorf, Ließnitz und Wüstemark (1789–1851) war königlich sächsischer Kreisoberforstmeister zu Schneeberg. Seine einzige Tochter Clara von Leipziger (1823–1885) heiratete 1842 den königlich sächsischen Geheimrat und Präsidenten des evangelischen Landeskonsistoriums Eduard Freiherr von Könneritz. Ihr jüngerer Bruder Kurt von Leipziger (1835–1893) wurde königlich sächsischer Kammerherr. Er hinterließ aus seiner 1865 geschlossenen Ehe zwei Töchter und einen Sohn, Heinrich. Seine Frau Anna Amalie Karoline Brandt von Lindau erhielt als Witwe am 5. Januar 1906 eine Eintragung in das königlich sächsische Adelsbuch unter der Nummer 238. Karl Heinrich Adolfs Nachfolger und Erbe wurde Friedrich Adolf Karl von Leipziger (1821–1872), sein ältester Sohn aus erster Ehe mit Isidore von Burgsdorff († 1832). Friedrich Adolf Karl wurde Kreisdeputierter und diente als Leutnant in der königlich hannoverischen Garde du Corps. 1855 und 1856 ließ er nach Plänen des Berliner Architekten Friedrich Hitzig das Schloss Kropstädt im neogotischen Stil errichten. An seiner Stelle stand 1150 die Wasserburg Liesnitz. Heute beherbergt es ein Hotel. Friedrich Adolf Karl hinterließ nach zwei Ehen drei Kinder, einen Sohn und zwei Töchter. Der einzige Sohn aus seiner ersten Ehe mit Marie Therese von Könneritz, Karl von Leipziger (1848–1924), war von 1893 bis 1898 Mitglied des Reichstages für die Deutschkonservative Partei. 1900 wurde er in das Preußische Abgeordnetenhaus gewählt, dem er bis 1918 angehörte. Von seinen beiden Schwestern heiratete Isidore Clara Auguste von Leipziger 1881 den königlich preußischen Kammerjunker und Schriftsteller Victor Amadeus Adolf Graf von Westarp und Wanda Clara Felicie von Leipziger in erster Ehe Ludwig Max Joseph von Ziegler und Klipphausen, preußischer Oberst und Kommandeur des 2. Schlesischen Husaren-Regiments und in zweiter Ehe den königlich sächsischen Leutnant Albert Gustav Emil von Prollius.
Georg Adolf Moritz von Leipziger auf Niemegk (1795–1865), der zweitälteste Sohn von Friedrich Wilhelm Kurt und Bruder von Karl Heinrich Adolf, wurde 1822 kommissarischer Landrat des Landkreises Bitterfeld. Ein Amt, das er 1823 endgültig übernahm und bis zu seinem Tod ausübte. 1847 wurde er Mitglied des Vereinigten Landtages und war von 1850 bis 1861 auch Mitglied des Preußischen Abgeordnetenhauses sowie Ehrenritter des Johanniterordens. Georg Adolf Moritz heiratete 1824 in Merseburg Thekla Adolfine von Selmnitz (1801–1857). Sie waren die Eltern von Adolf Hilmar von Leipziger auf Niemegk (* 1825), der 1854 Landrat des Landkreises Oschersleben, 1864 Polizeipräsident von Königsberg, 1869 Landdrost in Hannover und 1872 Regierungspräsident des Regierungsbezirks Aachen wurde. Im Oktober 1882 wurde er zum Wirklichen Geheimen Rat mit dem Titel Exzellenz ernannt. Von 1878 bis 1888 war er Oberpräsident der preußischen Provinz Hannover und 1888 Oberpräsident der Provinz Westpreußen. Er heiratete 1853 in Halle Amalie Louise Franziska (Fanny) von Funcke und hinterließ zwei Töchter und einen Sohn. Sein jüngerer Bruder Wilhelm Ernst von Leipziger (* 1837) starb 1903 als preußischer General der Kavallerie und Gouverneur von Köln. Aus seiner 1869 geschlossenen Ehe mit Charlotte Friederike Louise von Wyschetzki ging ein Sohn und eine Tochter hervor. Beide Brüder hatten noch vier Schwestern, von denen Karoline Thekla von Leipziger mit dem preußischen General der Kavallerie Hermann von Guretzky-Cornitz (1828–1892) verheiratet war.
Karoline von Leipziger (1796–1840), die einzige Tochter von Friedrich Wilhelm Kurt und Schwester von Karl Heinrich Adolf und Georg Adolf Moritz, heiratete 1818 in Kropstädt Friedrich von Krosigk auf Großböhla (1784–1871). Friedrich von Krosigk war königlich preußischer Wirklicher Geheimer Rat und Regierungspräsident des Regierungsbezirks Merseburg sowie Propst des Domstifts Merseburg. Das Paar hatte einen Sohn, Kurt von Krosigk (1819–1898), der preußischer Geheimrat und Landrat wurde.

#### Wildenauer Linie
Aus der Wildenauer Linie kam Albrecht von Leipziger auf Wildenau und Haus Ostrau, der Sohn des gleichnamigen Albrecht von Leipziger († 1518). Er heiratete Margarethe von Schönfeld aus dem Haus Loebnitz. Ihr gemeinsamer Sohn Ernst von Leipziger auf Wildenau, er erscheint ab 1600, wurde Beisitzer des kurfürstlich sächsischen Hofgerichts zu Wittenberg. Ernst ehelichte Anna von Angern aus dem Haus Barleben. Ihr Nachkomme in der vierten Generation Hans Dietrich von Leipziger († 1741) war der Stammvater der beiden Äste der Wildenauer Linie. Seine beiden Söhne Heinrich Ernst und Johann Dietrich aus der Ehe mit Gertrude Elisabeth von Schlieben begründeten den ersten und zweiten Ast.

##### Erster Ast
Heinrich Ernst von Leipziger (1718–1790) war der Begründer des ersten Astes. 1756 wurde er preußischer Hauptmann der Grenadiere und kämpfte im Siebenjährigen Krieg in den Schlachten bei Leuthen und bei Hochkirch. Während des Bayerischen Erbfolgekriegs kämpfte er bei Schatzlar und erhielt dafür den Orden Pour le Mérite. 1784 wurde er Regimentschef und zum Generalmajor befördert. Er erhielt im Mai 1788 seinen Abschied und eine Pension von 1200 Talern. Heinrich Ernst zog sich nach Glogau zurück wo er 1790 verstarb. Sein Sohn August Wilhelm von Leipziger (1764–1829) wurde preußischer Hauptmann und Regierungspräsident in Posen. Er schrieb mehrere Werke so unter anderem Vom Geist der National-Oekonomie und Staatswirthschaft, für National-Repräsentanten, Geschäftsmänner, und die, die es werden wollen (1813), Ideal einer stehenden Armee im Geiste der Zeit (1808), Dumourier im Jahre 1792: Ueberblick der politischen und militairischen Ereignisse dieser Zeit (1796) und einige Theaterstücke. August Wilhelm war in erster Ehe mit Marie Auguste von Wolfframsdorff verheiratet, der Tochter des Generalleutnants Adam Heinrich von Wolfframsdorff, und in zweiter Ehe mit Wilhelmine Friederike Sophie von Steinwehr.

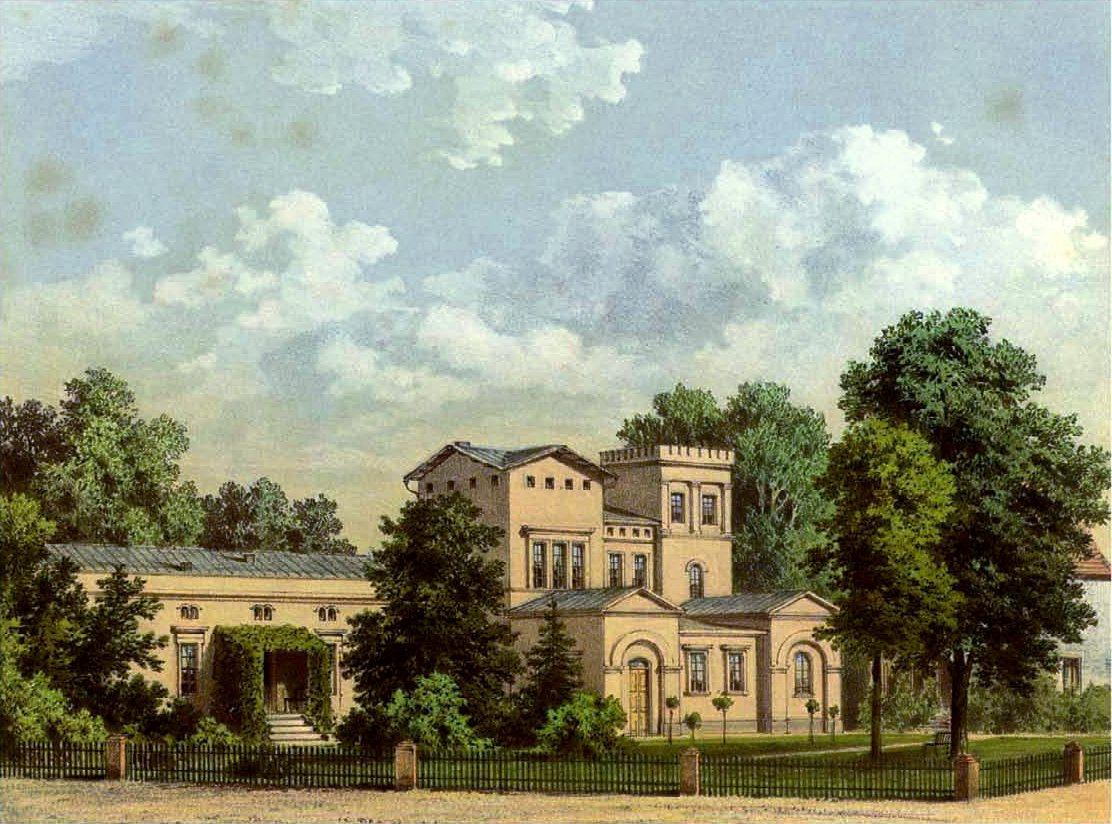
Rittergut Pietronke um 1860, Sammlung Alexander Duncker

Er war der Vater von Hermann von Leipziger (1814–1886), der 1848 Mitglied der Preußischen Nationalversammlung und mehrmals Mitglied des Preußischen Abgeordnetenhauses war. 1867 war er außerdem Mitglied des Reichstags des Norddeutschen Bundes für die Nationalliberale Partei. 1839 heiratete er Eveline Clementine Molly von Rittberg (1817–1895). Im Jahre 1840 übernahm er das Rittergut Pietronke (heute Ortsteil von Chodzież) im Landkreis Kolmar von seiner Mutter, wo er auch am 19. Oktober 1886 verstarb. Von seinen neun Kindern, vier Söhnen und fünf Töchtern, konnten Hermann Wilhelm Ernst und Konrad Wilhelm Hermann die Linie mit Nachkommen fortsetzen. Der älteste Sohn Wilhelm August Hermann von Leipziger (* 1841) wurde königlich preußischer Stadtrichter. Er starb 1878 zu Görbersdorf unverheiratet. Sein jüngerer Bruder Hermann Wilhelm Ernst von Leipziger (* 1846) war preußischer Oberstleutnant. Er diente zuletzt als Ingenieuroffizier in Posen und heiratete 1891 Elisabeth Karoline Marie Ida von Unger. Der jüngste Bruder Konrad Wilhelm Hermann von Leipziger auf Briefen (* 1852) wurde Pächter von Morsk (heute Ortsteil von Świecie) im Landkreis Schwetz. Aus seiner 1881 geschlossenen Ehe mit Agnes Minna Karoline Stumm gingen drei Töchter und zwei Söhne hervor. Eveline Adelheid von Leipziger (* 1856), die jüngste Tochter von Hermann und Eveline Clementine Molly, ehelichte 1880 in Pietronke den preußischen Generalmajor Ewald Otto Küster.

##### Zweiter Ast
Der Begründer des zweiten Astes war Johann Dietrich von Leipziger auf Wildenau (1728–1796), der Sohn von Hans Dietrich und Bruder von Heinrich Ernst. Er heiratete eine Tochter aus dem Adelsgeschlecht von Bestenbostel. Sein Enkel Heinrich Adolf Karl von Leipziger (* 1803), der Sohn des Kapitäns der königlich sächsischen Armee Hans Heinrich Seyfried von Leipziger (1762–1829), wurde Bankrat und Buchhalter an der königlichen Seehandlung. Er starb als preußischer Hauptmann a. D. am 17. Oktober 1862 in Berlin. Heinrich Adolf Karl heiratete 1845 in Glatz Ida Jeanette von Maltitz. Sie hatten zwei Töchter, von denen die jüngere Ulrike Auguste Martha von Leipziger 1869 Alfons Julius Hugo Materne heiratete, preußischer Major und Oberamtmann sowie Pächter von Chwalkowo mit Zartki im Landkreis Schroda.
Friedrich Otto Ludwig von Leipziger (* 1811), der Bruder Heinrich Adolf Karl, starb 1878 in Berlin-Steglitz als preußischer Oberstleutnant a. D. Er diente zuletzt im 8. Pommerschen Infanterie-Regiment Nr. 61. Friedrich Otto Ludwig war zweimal verheiratete, in erster Ehe seit 1844 mit Amalie Charlotte von Lettow-Vorbeck (1805–1852), und in zweiter Ehe ab 1860 mit Mathilde von Braunschweig (1822–1890). Otto Hans Heinrich von Leipziger (* 1846), sein Sohn aus erster Ehe, war zunächst preußischer Sekondeleutnant. Er wanderte nach Südamerika aus und wurde Grundbesitzer in Kolumbien. 1878 wurde Otto Hans Heinrich Chef des Generalstabes der Kolumbianischen Revolutionsarmee. Er starb am 16. November 1885 zu Colon in Panama.

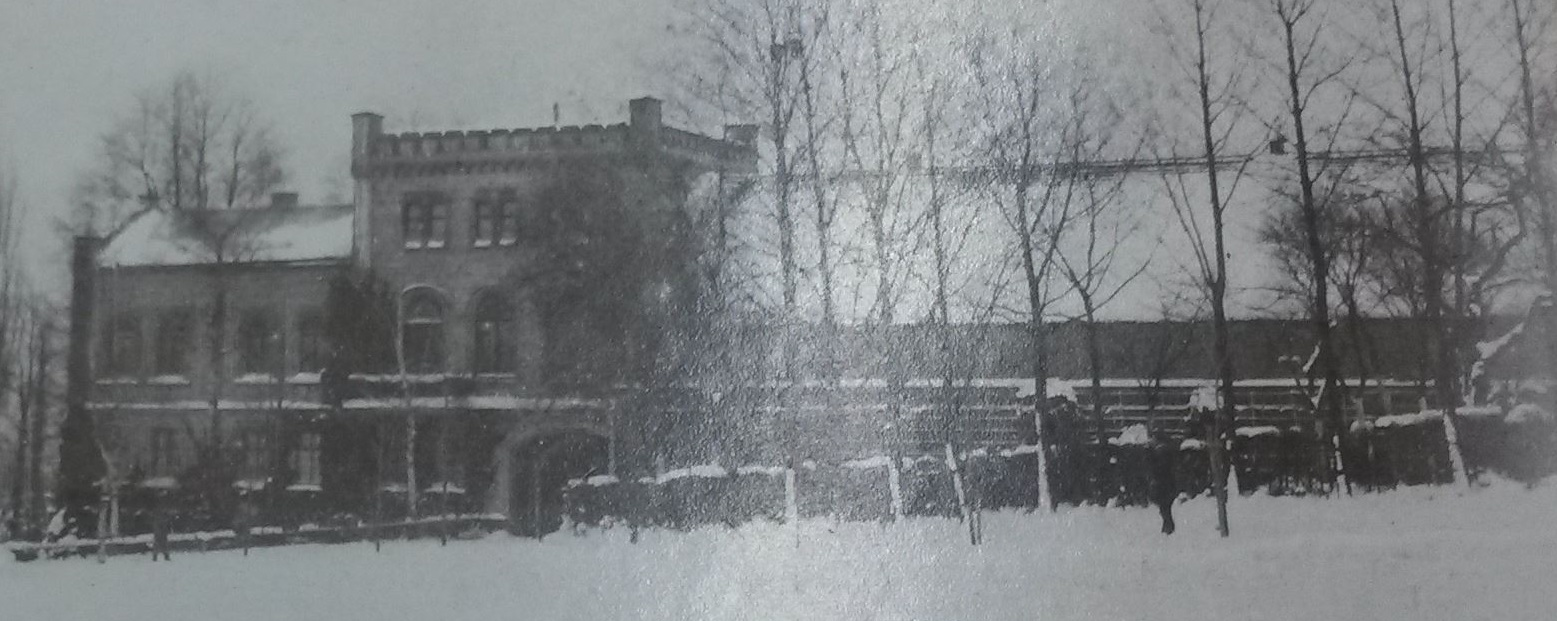
Schloss Katzendorf. Thüringen. 1947 abgetragen.

### Besitzungen
In Sachsen war die Familie von Leipzig seit dem 15. Jahrhundert bis 1799 zu Wildenau, während des 17. Jahrhunderts zu Wunschwitz, 1605 zu Nudersdorf (bis 1622), 1610 zu Deutschenbora bei Nossen, Freywalde (heute Ortsteil von Schönewalde) und Friedersdorf (heute Ortsteil von Herzberg) (bis 1747), 1626 zu Möst (heute Ortsteil von Raguhn-Jeßnitz), 1650 zu Bergendorf, Heyda und Gaditz bei Wittenberg (bis 1750), 1686 zu Wiederau (bis 1732) und Weßnig, 1690 zu Bennewitz, 1700 zu Jagsal, 1710 zu Klitzschen bei Torgau (bis 1790), 1750 zu Leetza bei Wittenberg und Moderwitz in Sachsen-Weimar-Eisenach (bis 1830), 1789 zu Jahmo bei Wittenberg (bis 1803), Kropstädt (bis 1855), Obereula (heute Ortsteil von Nossen), Ostrau und Weddin bei Wittenberg (bis 1803), 1800 zu Berg vor Eilenburg (heute Ortsteil von Eilenburg), Niemegk (bis 1855) und Wedelwitz sowie 1871 Rittergut Wolframsdorf mit Schloss in Katzendorf (bis 1945), heute Ortsteil von Langenbernsdorf, OT Trünzig bzw. Mohlsdorf-Teichwolframsdorf, OT Großkundorf, begütert.
In Brandenburg waren von 1440 bis 1734 das Ländchen Bärwalde bei Jüterbog, von 1473 bis 1482 Dahme, während des 15. Jahrhunderts Welsickendorf und während des 16. Jahrhunderts mit Johann Gottfried von Leipzig konkret bis 1728 Wiepersdorf, 1512 Koppatz (heute Ortsteil von Neuhausen/Spree), Riesdorf und Rinow sowie Rogosna bei Cottbus, 1518 Mehlsdorf (heute Ortsteil von Ihlow), von 1686 bis 1696 Weißen und bis 1699 Kossin, von 1690 bis 1715 Meinsdorf, von 1720 bis 1764 Herbersdorf, 1728 Casel (heute Ortsteil von Drebkau), von 1789 bis 1855 Boßdorf und von 1803 bis 1855 Assau (heute Ortsteil von Wittenberg) im Besitz bzw. Teilbesitz derer von Leipzig.
In Schlesien waren Angehörige der Familie 1830 zu Peltschütz (heute Ortsteil von Domaniów) bei Breslau, Mittel-Sohra (heute Ortsteil von Pieńsk), Schmograu und Würchland (heute Ortsteil von Pęcław) bei Glogau besitzlich. In Posen war 1855 Pietronke (heute Ortsteil von Chodzież) in deren Besitz.

## Wappen

### Familienwappen
Das Wappen zeigt in Gold einen springenden, an der Stelle der Lunte mit vier bis sechs abwechselnd silbernen und schwarzen Hahnenfedern besteckten roten Fuchs. Auf dem Helm mit rot-goldenen Helmdecken der Fuchs wachsend.

### Wappensage
In einer Fehde im Jahre 1294 zwischen Markgraf Albrecht dem Unartigen und seinen Söhnen soll ein gewisser Heinrich von Leipzig, der auch der Schwarzburger oder der Sterner hieß, Hauptmann von Markgraf Friedrich über ein Fähnlein Fußvolk gewesen sein. Er soll sich ins Lager des Fürsten Eberhard von Anhalt bei Dommitzsch, eines Feindes seines Herrn, geschlichen haben und den Leuten des Markgrafen das Tor geöffnet haben. Zahlreiche Aufständische wurden dabei erschlagen, die anderen in die Flucht getrieben. Der Fürst von Anhalt selbst wurde gefangen genommen. Dafür hat der Markgraf Friedrich diesen Heinrich von Leipzig unter dem Namen von Leipziger geadelt und zum Ritter geschlagen. Er erhielt ein Landgut bei Leipzig geschenkt und als Wappen einen springenden Fuchs, der an Stelle des Schwanzes mit etlichen Hahnenfedern besteckt ist, da er sich wie ein listiger Fuchs in die feindlichen Verschanzungen geschlichen und als ein freudiger Hahn Leib und Leben gewagt hat.

## Bekannte Familienmitglieder
- Heinrich von Leipzig (Amtshauptmann) (* um 1550; † 1622), Amtshauptmann
- Christoph Heinrich von Leipziger (* 1678; † 1748), Stallmeister, Kammerherr, Amtshauptmann in Torgau, Direktor das Armen- und Waisenhauses Torgau und Rittergutsbesitzer
- Heinrich Ernst von Leipziger (* 1718; † 1790), preußischer Generalmajor
- Friedrich Wilhelm Curt von Leipziger (* 1761; † 1824), kursächsischer und königlich-sächsischer Amtshauptmann
- August Wilhelm von Leipziger (* 1764; † 1829), preußischer Hauptmann, Schriftsteller und Regierungspräsident in Posen
- Moritz von Leipziger (* 1795; † 1865), deutscher Politiker
- Hermann von Leipziger (* 1814; † 1886), Rittergutsbesitzer und Mitglied des Reichstags des Norddeutschen Bundes
- Hugo von Leipziger (* 1822; † 1896), deutscher Verwaltungsjurist
- Adolf Hilmar von Leipziger (* 1825; † 1891), Oberpräsident der Provinz Westpreußen
- Rudolf Heinrich Arthur von Leipziger (* 1829; † 1892), preußischer Generalmajor
- Ernst von Leipziger (* 1837; † 1903), preußischer General der Kavallerie
- Karl von Leipziger (* 1848; † 1924), Rittergutsbesitzer und Mitglied des Deutschen Reichstags
- Heinrich Erdmann Arndt von Leipziger (* 1858; † 1921), preußischer Generalleutnant
- Erich von Leipzig (* 1860; † 1915), preußischer Oberst und Militärattaché, Herr auf Wolframsdorf
- Hellmut von Leipzig (* 1921; † 2016), deutscher Offizier im Zweiten Weltkrieg